# Hysterura vacillans
Hysterura vacillans là một loài bướm đêm trong họ Geometridae.